# Iris Kroes

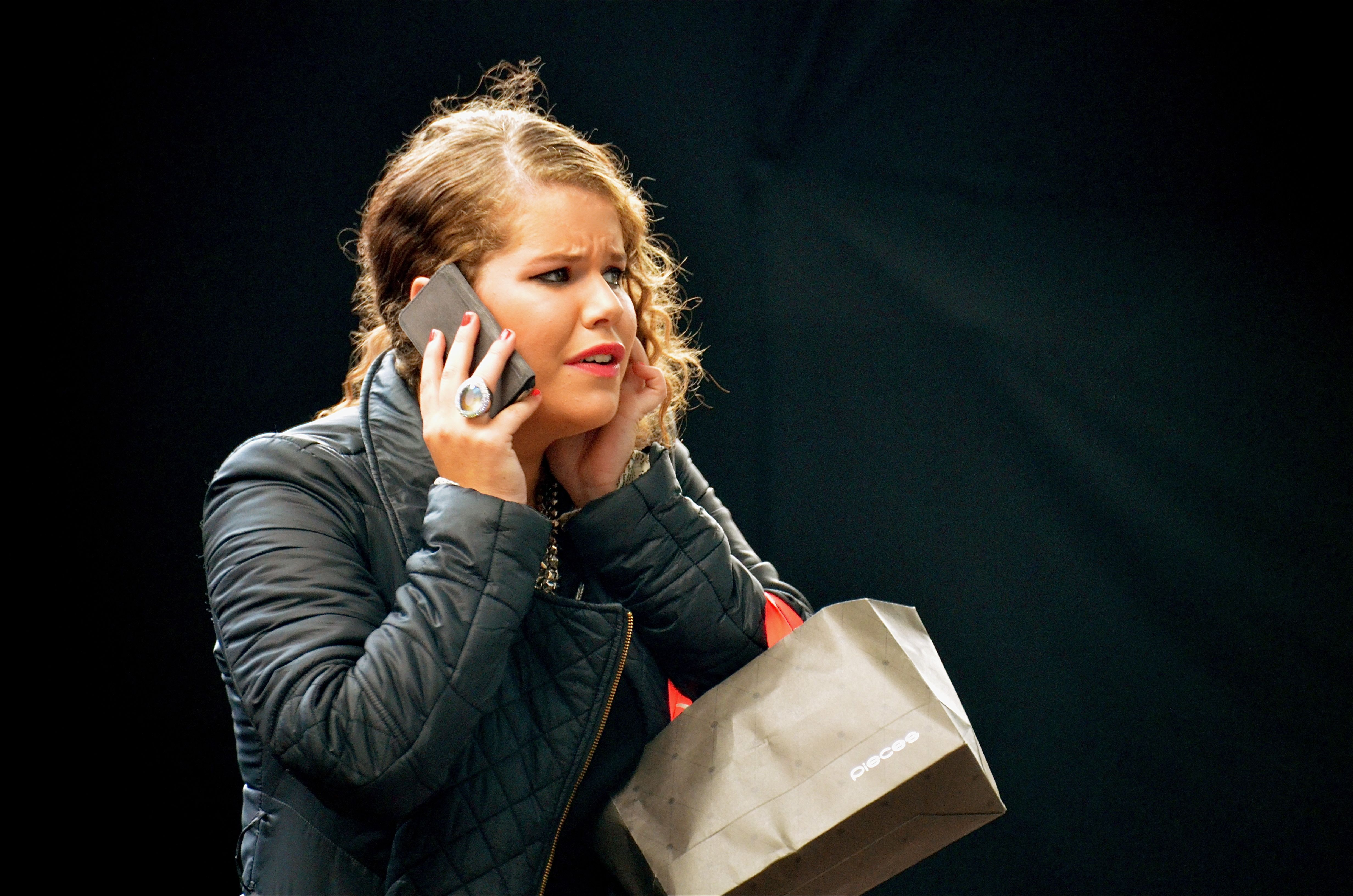
Iris Kroes (2013)

Iris Kroes (* 11. November 1992 in Drachten) ist eine niederländische Popsängerin.
Sie gewann 2012 die zweite Staffel der Castingshow  The Voice of Holland, die im Programm von RTL4 ausgestrahlt wurde.
Ihr Debütalbum erreichte Platz 4 der niederländischen Charts.
Kroes gehörte zu den Künstlern, die 2013 an der Erschaffung des Koningslieds beteiligt waren, dem offiziellen Lied zur Thronbesteigung des niederländischen Prinzen Willem-Alexander. Es erreichte Platz 1 der Dutch Single Top 100.

## Diskografie

### Alben
- 2012: First

### Singles
- 2011: Foolish Games
- 2011: Listen to your heart
- 2012: When Love Takes Over
- 2012: I Can’t Make You Love Me
- 2012: Nothing Else Matters
- 2012: Just More